# Nahr ad-Damur
Nahr ad-Ad-Damur – rzeka w Libanie, uchodząca do Morza Śródziemnego w pobliżu miasta Ad-Ad-Damur, w dystrykcie Asz-Szuf.